# Ahmed Smaali
Ahmed Smaali, né le 26 juin 1987 au Kef, est un basketteur tunisien actif de 2006 à 2020.

## Carrière
Formé à l'Étoile sportive de Radès, il évolue au poste de pivot. En décembre 2012, il participe avec le club au championnat maghrébin des clubs et perd la finale contre l'Union sportive monastirienne (56-58).
Durant la 29e édition de la coupe d’Afrique des clubs champions, il prend la deuxième place avec son équipe après avoir perdu la finale (68-86) contre le Recreativo do Libolo à Tunis. Durant la 30e édition, son équipe n'obtient que la cinquième place à l'issue d'une rencontre contre le Gezira SC (78-73).
Il arrête sa carrière professionnelle à l'été 2020 en tant que joueur de la Dalia sportive de Grombalia, après une rupture de ligament croisé à l'hiver 2019.

## Clubs
- 2006-2018 : Étoile sportive de Radès (Tunisie)
- 2018-2019 : Ezzahra Sports (Tunisie)
- 2019-2020 : Dalia sportive de Grombalia (Tunisie)

## Palmarès
- Champion de Tunisie : 2017, 2018
- Coupe de Tunisie : 2017, 2018
- Médaille d'argent à la coupe d’Afrique des clubs champions 2014 ( Tunisie)